# Ketelsteen

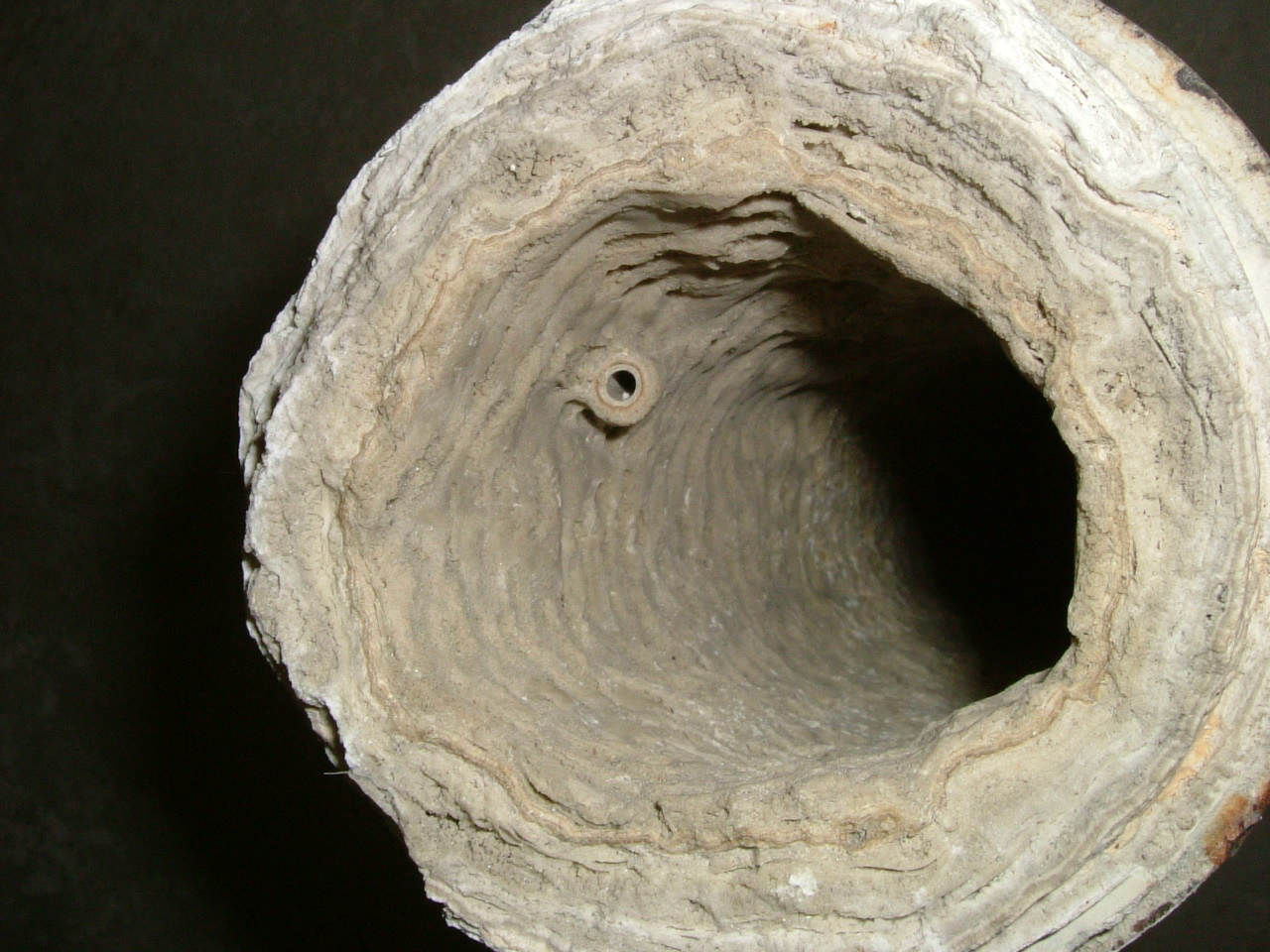
Ketelsteen in de vorm van kalkaanslag in een warmwaterleiding

Ketelsteen is kalksteen (calciumcarbonaat, CaCO3) die ontstaat tijdens het verwarmen of koken van water. Vooral in hard water, waarin zich veel calcium- en magnesiumionen bevinden, wordt veel ketelsteen gevormd bij het verwarmen. De aanslag van ketelsteen belemmert de goede werking van het verwarmingsapparaat en is ook schadelijk voor een aanwezig verwarmingselement. Ketelsteen dankt zijn naam aan de ketels van stoommachines en verwarmingsapparatuur, waarin het zich als "steen" op de wanden afzet.

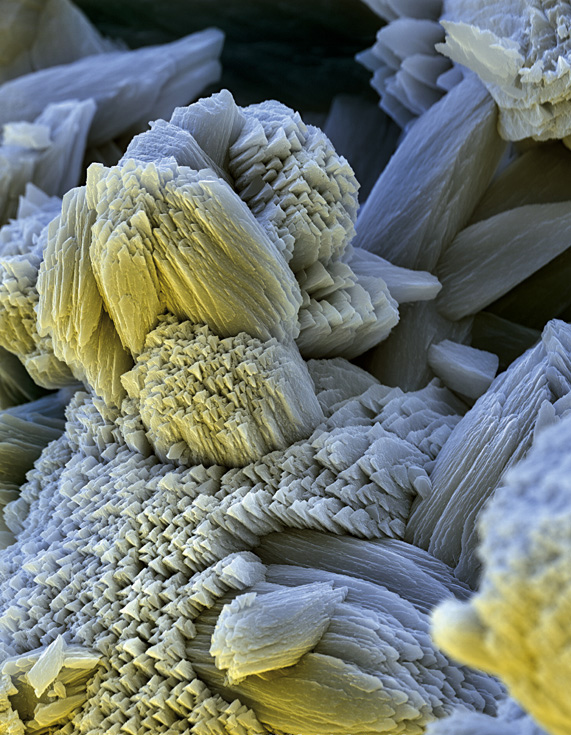
Elektronenmicroscopische opname van ketelsteen, beeldveld 64 x 90 μm.

In hard water zit veel kalk in de vorm van het redelijk oplosbare calciumwaterstofcarbonaat,  Ca(HCO3)2, waardoor in het water calcium- (Ca2+) en waterstofcarbonaat (HCO3)−-ionen aanwezig zijn. Bij het verwarmen komt kooldioxide vrij en ontstaat het vaste calciumcarbonaat. (Door de aanwezige magnesiumionen wordt ook magnesiumcarbonaat gevormd.): 
{\displaystyle \mathrm {Ca^{2+}(aq)+2(HCO_{3}^{-})(aq)\rightleftarrows CaCO_{3}(s)+CO_{2}(aq)+H_{2}O(l)\rightarrow CaCO_{3}(s)+CO_{2}(g)+H_{2}O(l)} }
Het calciumcarbonaat (plus het magnesiumcarbonaat) is warmte-isolerend en is daarom slecht voor de warmteoverdracht in bijvoorbeeld een verwarmingselement.
De bovenstaande reactie is in feite een samenstelling van twee evenwichtsreacties.

## Reactie 1: het carbonaat-waterstofcarbonaat-evenwicht
De HCO3− ionen reageren met zichzelf (HCO3− is amfoteer) volgens het volgende chemisch evenwicht:
HCO3− + HCO3− {\displaystyle \rightleftarrows } H2CO3 + CO32−.
Het gevormde H2CO3 is onstabiel en valt uiteen in CO2 (koolstofdioxide) en H2O (water).
Door het water te verwarmen neemt de oplosbaarheid in water van koolzuurgas af, waardoor dat uit het water verdwijnt. Het bovenstaande chemisch evenwicht zorgt ervoor dat er nieuwe CO2 gevormd wordt: het evenwicht verschuift naar rechts (volgens het principe van Le Chatelier). Omdat door het aanvullen van het CO2 er ook CO32− wordt gevormd, dat niet uit de reactie verdwijnt, neemt de concentratie van de CO32− ionen toe.

## Reactie 2: het oplosbaarheidsevenwicht van calciumcarbonaat
De aanwezige Ca2+ ionen zullen reageren met de nu in grote mate aanwezige, CO32− ionen tot calciumcarbonaat (ketelsteen):
Ca2+ + CO32− {\displaystyle \rightleftarrows } CaCO3
Aangezien calciumcarbonaat slecht oplosbaar is in water, zal dit evenwicht sterk naar rechts liggen.